# Praga Lady

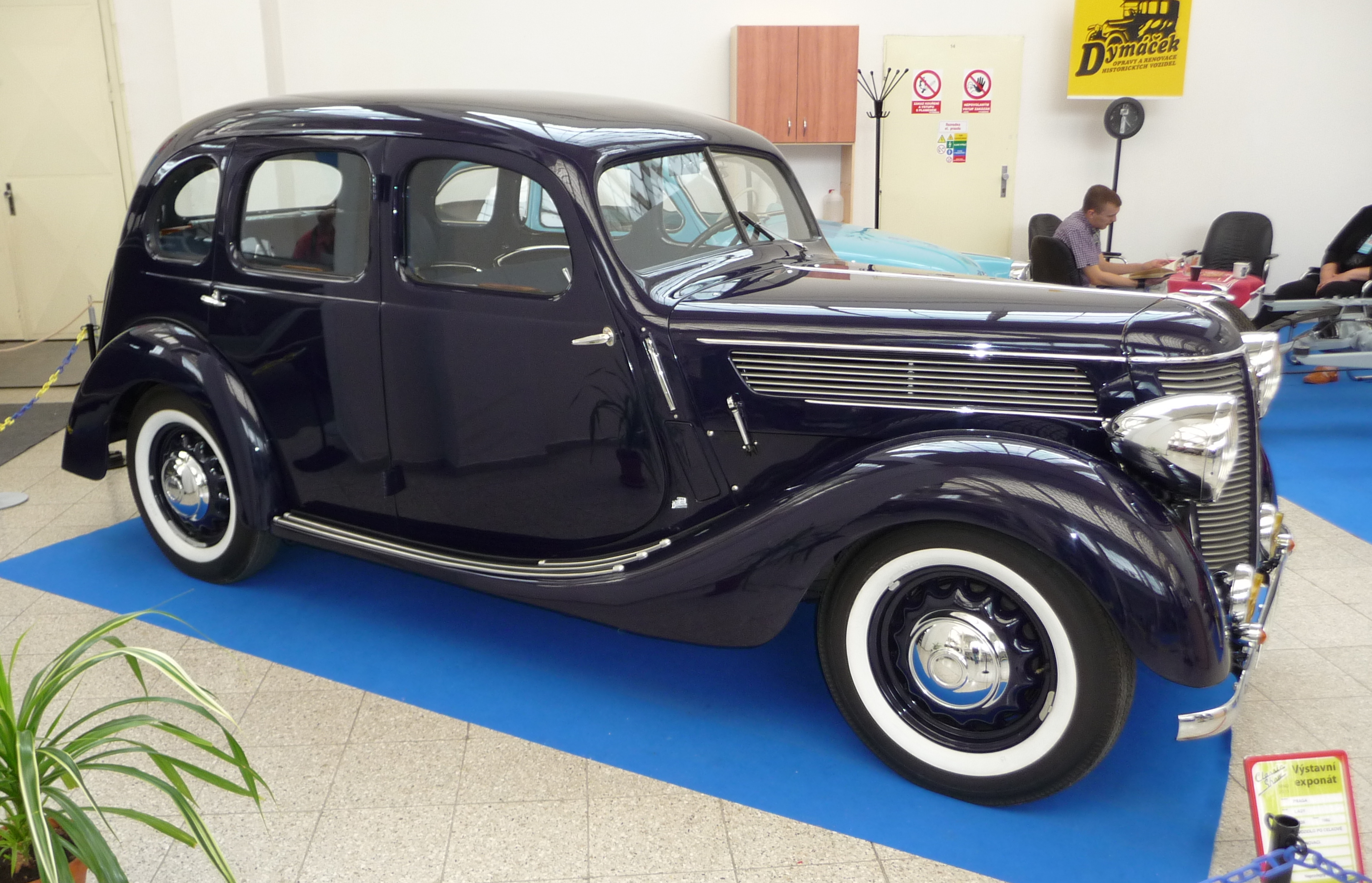
Praga Lady, rok výroby 1938

Praga Lady byl typ osobního automobilu vyráběný v letech 1935–1947 pražskou automobilkou Praga. Automobil vznikl modernizací typu Piccolo 307. Zpočátku byl ponechán řadový čtyřválcový motor o objemu 1447 cm³, s kterým bylo vyrobeno asi 150 kusů, později byl dodáván s motorem o objemu 1660 cm³. Celkově bylo vyrobeno cca 5000 kusů tohoto typu. Vůz dosahoval maximální rychlosti 95 km/h a spotřeboval 12 l pohonné hmoty na 100 km. Vyráběn byl jako čtyř i dvoudveřová limuzína, kabriolet a dodávka. Karoserii tvořila dřevěná kostra pobitá plechem.